# Compagnie de l'Asiento
La Compagnie de l'Asiento est une compagnie commerciale fondée par le banquier Antoine Crozat en 1701, le financier le plus riche du royaume, qui dirige déjà la Compagnie de Saint-Domingue et la Compagnie de Guinée, qu'il transforme en compagnie de l'Asiento lorsqu'il obtient l'asiento, c'est-à-dire le monopole de l'approvisionnement des colonies espagnoles en esclaves d'Afrique.
L'un de ses bras droit est l'amiral Ducasse, gouverneur de la Tortue et Côte de Saint-Domingue, et devenu un planteur de canne à sucre influent.
Gravement touchée par la guerre de Succession d'Espagne, cette compagnie disparaît à la suite du traité d'Utrecht où le monopole de l'Asiento est abandonné à l'Angleterre.